# Cáceres Club Baloncesto
Le Cáceres Club Baloncesto était une équipe de basket-ball professionnel qui durant 11 saisons de 1992 à 2003, joua dans la Liga ACB. Elle était située à Cáceres en Estrémadure en Espagne et fut la première et seule équipe à ce jour d'Estrémadure à atteindre ce niveau. L'équipe a disparu pour des raisons financières à la fin de saison 2004-2005 après avoir terminé huitième dans la Liga ACB.